# Davide II d'Imerezia
Davide II di Imerezia, in georgiano დავით II? (Kutaisi, 1756 – Akhaltsikhe, 11 gennaio 1795), è stato re d'Imerezia dal 1784 al 1789 e nuovamente dal 1790 al 1791.

## Biografia
Figlio di Giorgio IX d'Imerezia che governò brevemente nell'anno 1741, dopo la morte di suo cugino re Salomone I divenne reggente del trono impedendo che altri suoi parenti (i futuri re Salomone I e Giorgio) fossero incoronati. Col supporto di Katsia II Dadiani, principe di Mingrelia, riprese il trono e si autoproclamò re il 4 maggio del 1784. Tentò di stabilire dei contatti con l'Impero russo e di restringere l'influenza dei grandi nobili del suo regno. La politica di Davide II però gli portò l'opposizione di molti aristocratici locali tra cui quella del potente principe Grigol Dadiani. Nel 1789, re Eraclio II di Georgia inviò un esercito in Imerezia per aiutare i suoi parenti ad espellere Davide II che dovette cercare rifugio ad Akhaltsikhe, nella provincia georgiana controllata dagli ottomani. Nel 1790, tornò con forze turche in patria e depose Salomone II, ma venne sconfitto e dovette nuovamente abbandonare l'Imerezia. Tramite la mediazione dello stesso Eraclio, Davide ottenne di poter far ritorno in Imerezia e di ottenere anche dei beni. Tra il 1792 ed il 1794, tentò, con l'appoggio di mercenari del Daghestan, di reclamare ancora per sé la corona, ma venne sconfitto e dovette abbandonare l'Imerezia. Morì di vaiolo mentre si trovava in esilio ad Akhaltsikhe.

## Famiglia
Davide II sposò Ana Orbeliani (1765–1832), figlia del principe Mamuka Orbeliani. Furono genitori di:
- Principessa Tamar (1781 – 7 aprile 1840), moglie del principe Simone di Guria.
- Principessa Mzekhatun (1783 – 2 febbraio 1829), moglie del principe Simone Tsereteli (1773–1855).
- Principessa Marta (n. 1784)
- Principe Costantino (1789–1844), erede al trono d'Imerezia, poi maggiore generale al servizio russo.

Davide II ebbe anche dei figli naturali:
- Principe Rostom (m. 1820), il cui figlio, Vakhtang, insorse contro il governo russo dell'area nel 1820.
- Principessa Anastasia (m. ca. 1818), moglie del principe Davit Agiashvili.